# Teratopora nephelozona
Teratopora nephelozona là một loài bướm đêm thuộc phân họ Arctiinae, họ Erebidae.